# Tablilla de Venus de Ammisaduqa
La Tablilla de Venus de Ammisaduqa, recuperada de la biblioteca de Nínive (actual Mosul, en Irak), es un texto del siglo VII a. C., copia de un texto babilonio unos mil años anterior, que recoge observaciones astronómicas del planeta Venus realizadas durante el reinado de Ammi-Saduqa, rey de Babilonia y cuarto sucesor de Hammurabi.
Actualmente se encuentra en el Museo Británico.
Fue publicada por primera vez en 1870 por Henry Creswicke Rawlinson y George Smith como tablilla 63, en «Tablet of Movements of the Planet Venus and their Influences» (The Cuneiform Inscriptions of Western Asia, volumen III).
La importancia de la tablilla para fijar la cronología absoluta de la dinastía de Hammurabi y por ende, la de toda Mesopotamia durante ese periodo fue reconocida por Franz Xaver Kugler en 1912, cuando consiguió identificar el "año del trono dorado" (nombre de año utilizado por los babilonios como sistema de datación) con el octavo año de reinado de Ammi-Saduqa.
A partir de la datación, por parte de los astrónomos, de las observaciones astronómicas del planeta Venus descritas en la tablilla, y conociendo la duración del reinado de cada rey de dicha dinastía gracias a las listas reales, es posible situar exactamente en el tiempo el octavo año de reinado de Ammi-Saduqa y por lo tanto el del resto de reyes de la dinastía.
Sin embargo, los astrónomos no se han puesto de acuerdo en la datación, debido a las lagunas y a la ambigüedad del texto, por lo que se han propuesto varias fechas:
- 1702 a. C. para una cronología alta.
- 1646 a. C. para una cronología media.
- 1582 a. C. para una cronología baja.

Estas diferentes cronologías son motivo de intenso debate, ya que hay buenos argumentos que apoyan a cada una de ellas.